# Garchizy
Garchizy – miejscowość i gmina we Francji, w regionie Burgundia-Franche-Comté, w departamencie Nièvre.
Według danych na rok 1990 gminę zamieszkiwało 3939 osób, a gęstość zaludnienia wynosiła 240 osób/km² (wśród 2044 gmin Burgundii Garchizy plasuje się na 59. miejscu pod względem liczby ludności, natomiast pod względem powierzchni na miejscu 577.).